# Digital Addressable Lighting Interface
Digital Addressable Lighting Interface (DALI) är en teknisk standard för nätverks-baserade system som styr belysning i byggnader. Det etablerades som en efterföljare till 0-10 V ljusstyrningssystem, och som ett öppet standardalternativ till Digital Signal Interface (DSI), på vilket det är baserat. DALI standarden, som är specificerad i IEC 62386 och IEC 60929 standarden för lysrörsballaster, omfattar kommunikationsprotokoll och elektriskt gränssnitt för nätverk för ljusstyrning.